# Dean Richards
Dean Richards (ur. 9 czerwca 1974, zm. 26 lutego 2011) – angielski piłkarz grający na pozycji obrońcy.

## Życiorys
Swoją karierę rozpoczął w Bradford City, następnie przeniósł się do Wolverhampton Wanderers, gdzie grał przez 4 lata rozgrywając 122 mecze i strzelając 7 bramek. W roku 1999 Przeszedł do Southampton FC. Ostatnie lata kariery spędził w Tottenham Hotspur, gdzie w 2005 roku zakończył swoją karierę piłkarską w wieku 30 lat z powodu silnych bóli i zawrotów głowy. Rozegrał 4 spotkania w młodzieżowej reprezentacji Anglii.

## Kariera trenerska
Ostatnie lata życia spędził jako szkoleniowiec juniorów Bradford City.